# Hässleholms flygklubb

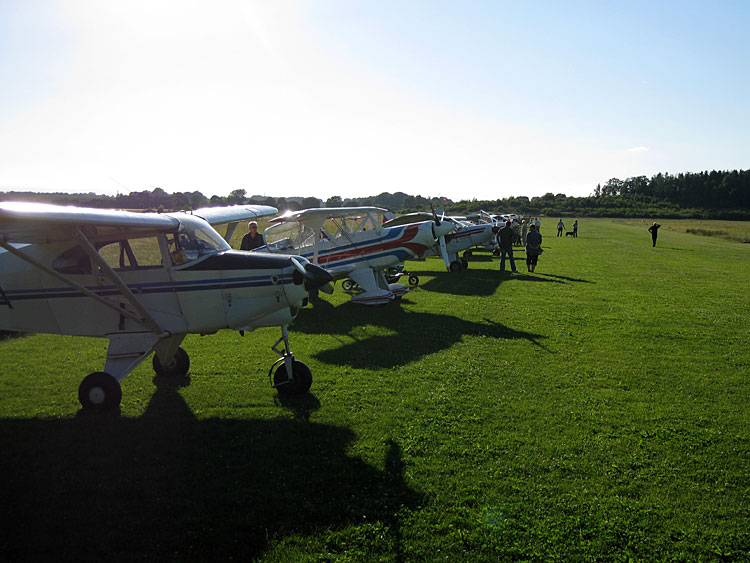
VåffelFlyIn 2008

Hässleholms Flygklubb är en av nordöstra Skånes större flygklubbar, med ett 60-tal medlemmar. Hässleholms Flygklubb är en ideell förening, som har sin hemvist på Hässleholms flygplats.  Flygklubben är känd för det under sommaren arrangerade Våffel-FlyIn som äger rum var vecka, då flygare från de södra landskapen träffas och umgås.

## Historik
Hässleholms flygklubb bildades som en segel- och motorflygklubb 1969. Under lång tid hade man sin verksamhet på Vankiva-fältet norr om Hässleholm, men då väg 21 byggdes omkring Hässleholm flyttade klubben till Bokeberg, år 2000, och det nyanlagda flygfältet där. Idag är flygklubben en renodlad motorflygklubb som äger ett ultralätt (Evektor Eurostar SL, SE-VSA) flygplan. Klubben är (i augusti 2011) hemvist för totalt 9 flygplan. Flygprofilen Karl-Erik "Guten" Gutenwik (1941-2007), debattör och skribent i bland annat Flygrevyn var aktiv i föreningen från 1970-talet i olika roller, även som flyglärare, men främst som förespråkare för allmänflyget, lokalt och nationellt.

## Utbildning
Flygklubben är godkänd flygskola för utbildning till certifikat för ultralätt flygplan klass B. Klubben bedriver praktisk och teoretisk utbildning i egen regi.